# Ivan Bunin
Ivan Alexeievici Bunin (în rusă Иван Алексеевич Бунин; n. 22 octombrie 1870, Voronej, Imperiul Rus – d. 8 noiembrie 1953, Paris, Île-de-France, Franța) a fost primul scriitor rus laureat al Premiului Nobel pentru Literatură în anul 1933.

## Motivația Juriului Nobel
"pentru artisticitatea viguroasă, prin care a dezvoltat tradițiile prozei ruse clasice"

## Biografie
S-a născut la Voronej, la 10(22) octombrie 1870, într-o veche familie de nobili scăpătați. Copilăria și-a petrecut-o pe domeniul familial, în gubernia Orlovsk, într-o "mare de grâne, iarbă și flori", "în cea mai adâncă liniște a câmpiei".
În anul 1881 a fost înscris la gimnaziu, dar, fără a termina cele patru clase, a continuat instruirea sub îndrumarea fratelui său mai mare. Sărăcia, care a atins și conacul, l-a obligat să părăsească în anul 1889 cuibul familial. 
A lucrat în calitate de corector, statistician, bibliotecar, la diferite ziare. În anul 1891 i-a apărut prima culegere de versuri, marcată de o peisagistică lirică subtilă. A continuat și după aceea să cânte frumusețile naturii, cu simțul rafinat al omului format la țară.
Obține "Premiul Pușkin" pentru culegerea "Cad frunzele" (1901) - exemplu de perfecționare a formei poetice clasice, proprie marilor maeștri din secolul al XIX-lea. Publică și nuvele timpurii, despre satul sărăcit și conacele decăzute. Face cunoștință cu Gorki care îl susține în încercarea de a colabora cu Editura "Znanie". În povestirile lui se accentuează problematica socială.
Crește totodată măiestria sa artistică. "... a început să scrie  așa o proză - notează Gorki - încât dacă se va spune despre el că e cel mai bun stilist al contemporaneității - nu va fi nici o exagerare". Multe dintre scrierile sale înfățișează destrămarea Rusiei patriarhale, moșierești și țărănești, în condițiile dezvoltării relațiilor capitaliste.

## Opera

### Versuri
- Pod otkrîtîm nebom (Sub cerul liber) (1898)
- Listopad (Cad frunzele) (1901)

### Proză
- Pereval (Valea)  (1892 -1898)
- Tanika  (1892)
- Vesti s rodinî (Vești de-acasă) (1893)
- Epitafia (Epitaful) (1900)
- Tuman (Ceața) (1901)
- Nadejda (Speranța) (1902)
- Derevnia (Satul) (1910)
- Poslednee svidanie(Ultima Întâlnire) (1913)
- Pri doroge (Casa de la drum) (1913)
- Ciașka jizni (Cupa vieții) (1913)
- Grammatika liubov (Gramatica iubirii) (1915)
- Sîn(Fiul) (1916)
- Mitina liubov (Dragostea lui Mitia) (1924)
- Solnecinîi udar (Insolație)  (1925)
- Delo korneta Elaghina (Procesul sublocotenentului Elaghin) (1925)
- Natalie (1941)
- Holodnaia osen (Toamnă rece) (1944)
- Tiomnîe allei (Alei întunecate) (1937 - 1944)
- Jizn Arsenieva (Viața lui Arseniev) (1930)

## Legături eterne
- Materiale media legate de Ivan Bunin la Wikimedia Commons

- en  Autobiografie la Premiul Nobel